# Grønlandsk post
Grønlandsk Post (Rhododendron groenlandicum) er en op til 80 cm høj hvidblomstrende dværgbusk i Lyng-familien med ægformede til elliptiske stedsegrønne blade med en karakteristisk aromatisk duft.

## Beskrivelse
Grønlandsk Post bliver op til 80 cm høj, har opstigende hårede grene, og hele planten har en aromatisk duft.
Bladene er læderagtige og ægformede til elliptiske med en indrullet rand (erikoide blade), 15-35 mm lange og 5-10 mm brede. På undersiden med rusfarvede hår. Bladene bliver siddende hele året.
Blomstrer i mangeblomstrede skærme (10-35 blomster), hvor de individuelle blomster er 5-tallige. De 5 hvide kronblade er indbyrdes frie og de 5 bægerblade er tilbagekrummede. De 5-8 støvdragere er et af kendetegnene, som adskiller den fra Mose-Post, som har 10 støvdragere.
Frugten er en kapsel, som åbner sig med 5 flige.
2n = 26*.

## Udbredelse
Grønlandsk Post er vidt udbredt på den nordlige halvkugle, særligt Nordamerika, men også i Europa, hvor den findes i bl.a. Norge og Sverige, men findes meget sjældent forvildet i Danmark.
Almindelig i Sydvestgrønland mellem 59°51'N og 67°01'N (Kangerslussuaq).

## Habitat
Almindelig på sur, næringsfattig bund, som f.eks. moskær, heder, krat og moser særligt i gnejs-områder i Grønland.

## Anvendelse
På grund af den aromatiske duft bruges blade til urtethe.